# Jody Taylor
Jody Leslie Taylor (ur. 29 marca 1973 w Golden, zm. 31 marca 2016 w Vancouver) – kanadyjski wokalista związany z nurtem hardcore, arborysta.

## Życiorys
Jody Leslie Taylor urodził się 29 marca 1973 w Golden w prowincji Kolumbia Brytyjska jako syn Ron’ego i Judy. Od początku lat 90. był wokalistą grupy Strain z nurtu muzycznego hardcore. Był znany ze swojego stylu wokalnego przypominającego wycie oraz przejmujących tekstów piosenek. Na początku XX wieku założył formację Kersey. Zajmował się też fotografią.
Przez 16 lat pracował w charakterze dyplomowanego arborysty w Vancouver. W trakcie wykonywania swoich obowiązków zawodowych w 2005 uratował kobietę z płonącego budynku. Podczas prac w Vancouver's Connaught Park dnia 31 marca 2016 około godz. 9:30 odniósł śmiertelne obrażenia. W trakcie rutynowego przycinania uszkodzonego drzewa katalpy był podnoszony w koszu na wysięgniku, gdy spadła na niego z góry oderwana gałąź drzewa. Zmarł w drodze do szpitala. Dwa dni wcześniej skończył 43 lata. O zdarzeniu poinformowało miasto Vancouver w oficjalnym komunikacie. Śmierć Taylora była pierwszym zgonem w miejscu pracy na terenie Vancouver od 1997. Dla uczczenia zmarłego miasto Vancouver opuściło swoje flagi do połowy masztu.
Uroczystości wspomnieniowe jego osobę odbyły się 9 kwietnia 2016 w Kościele Baptystycznym w Maple Ridge. Przemawiał wówczas burmistrz Vancouver Gregor Robertson. Na 18 kwietnia 2016 zaplanowano spotkanie upamiętniające zmarłego w Vancouver Park Board. Na terenie Stanley Park w Vancouver 28 kwietnia 2016 zasadzono drzewo pamiątkowe oraz ustanowiono pamiątkową ławkę celem uhonorowania Taylora. W ramach Canadian Union of Public Employees, Local 1004 zostało ustanowione Stypendium Muzyki i Sztuk Pięknych Pamięci Jody’ego Taylora i Briana Goble’a.
Jody Taylor miał brata Jamesa. Ze związku z Elisabeth miał 10-letnią córkę Tristen.

## Dyskografia
Strain
Kersey
- 3 Song demo (2004)
- Bloodshot EP (2005, Let It Burn Records)

Ponadto był autorem zdjęcia widniejącego na okładce albumu grupy By A Thread pt. By A Thread z 2011.
Ostatnim nagraniem z jego udziałem były wokale nagrane w projekcie Cheyne’a Stephena Dewhursta, skupiającym muzyków z miasta Vancouver.